# Курбас, Лесь
Лесь Курбас (настоящее имя Александр-Зенон Степанович Курбас, укр. Лесь Ку́рбас, 25 февраля 1887, Самбор — 3 ноября 1937, Сандармох, Карелия) — украинский и советский актёр, театральный и кинорежиссёр. Народный артист Украинской ССР (1925).

## Биография
Родился в семье актёров Степана Филипповича Курбаса (сценический псевдоним Янович) и Ванды Адольфовны Тейхман (Ната Кульчицка). Учился в Тернопольской украинской гимназии, участвовал в самодеятельности. С 1907 года учился на философском факультете Венского университета, через год перевелся во Львовский университет. В 1909 году организовал студенческий театр, в котором стал главным режиссёром и актёром. За требования украинизации университета был отчислен. Позже восстановился в Венском университете, который и окончил, одновременно обучаясь в драматической школе при Венской консерватории.
Работал в Гуцульском театре Гната Хоткевича, Львовском театре общества «Руська бесіда». С началом Первой мировой войны переехал в Тернополь, где в 1915 году организовал стационарный театр «Тернопольские театральные вечера». В 1917 году по приглашению Николая Садовского переехал в Киев, где организовал театральную студию (позже «Молодой театр»). В 1918 году — член литературной группы «Белая студия».
В сентябре 1919 года женился на танцовщице Валентине Чистяковой.
В марте 1922 года организовал знаменитый театр «Березіль» (позже переведен в тогдашнюю столицу советской Украины Харьков). В этом же году в Одессе снял первый игровой фильм ВУФКУ по рассказу Чехова «Шведская спичка» (по другим данным — реж. Николай Салтыков или Борис Лоренцо).
В 1924 году переехал в Одессу, где снял фильмы «Вендетта» и «Макдональд».
В 1925 году снял свою последнюю киноновеллу «Арсенальцы», после чего вернулся в театр. В августе 1925 года получил звание Народного артиста УССР.
После свёртывания политики «украинизации» был обвинен в «националистических извращениях», отстранён от руководства театром.
С декабря 1933 года — в Москве, работал режиссёром-постановщиком в Малом театре и в Еврейском театре. Перед арестом проживал по адресу: Москва, 3-я Тверская-Ямская улица, дом 12, кв. 5.

## Арест, лагерь и расстрел
Арестован в Москве 26 декабря 1933 года по делу «Украинской военной организации». 28 февраля 1934 года этапом отправлен в Харьков. В апреле 1934 года судебной тройкой при Коллегии ГПУ УССР по статье 54-11 УК УССР приговорен к 5 годам ИТЛ. Срок отбывал в 4-м отделении Белбалтлага. Находился на лагпункте Выгозеро, затем в Медвежьегорске, ставил спектакль в Центральном театре ББК. В октябре 1935 направлен на Соловки. Содержался на лагпункте Кремль, ставил спектакли в лагерном театре. Переведен на лагпункт Анзер. Приговорен 9 октября 1937 года Особой тройкой УНКВД ЛО к высшей мере наказания. Расстрелян 3 ноября 1937 года в урочище Сандормох. Реабилитирован в 1957 году Харьковским облсудом и Военным трибуналом Северного военного округа. Символическая могила Курбаса находится на городском кладбище № 13 в Харькове.
В 2002 в Киеве установлен памятник Лесю Курбасу.

## Фильмография

### Кинорежиссёр
- 1922 — Шведская спичка[4] (по другим данным — реж. Николай Салтыков или Борис Лоренцо)[5]
- 1924 — Вендетта
- 1924 — Макдональд
- 1925 — Арсенальцы

### Художественный руководитель
- 1924 — Сон Толстопузенко[5]

## Память
- В Киеве Проспект имени 50-летия Октября переименован в Проспект Леся Курбаса.
- Почётный гражданин г. Тернополя.
- Во Львове Владимиром Кучинским и группой молодых актёров в 1988 году создан Львовский молодёжный театр имени Леся Курбаса.
- Улица Леся Курбаса в Днепре.
- В Харькове существует паб Les Courbas[6].
- В 2007 году Национальный банк Украины выпустил монету номиналом 2 гривны с портретом Курбаса.

## Галерея

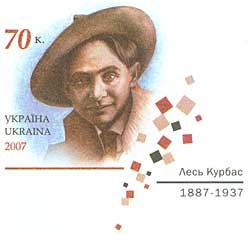
Лесь Курбас на почтовой марке Украины
Мемориальная доска Лесю Курбасу на здании Харьковского государственного академического украинского драматического театра
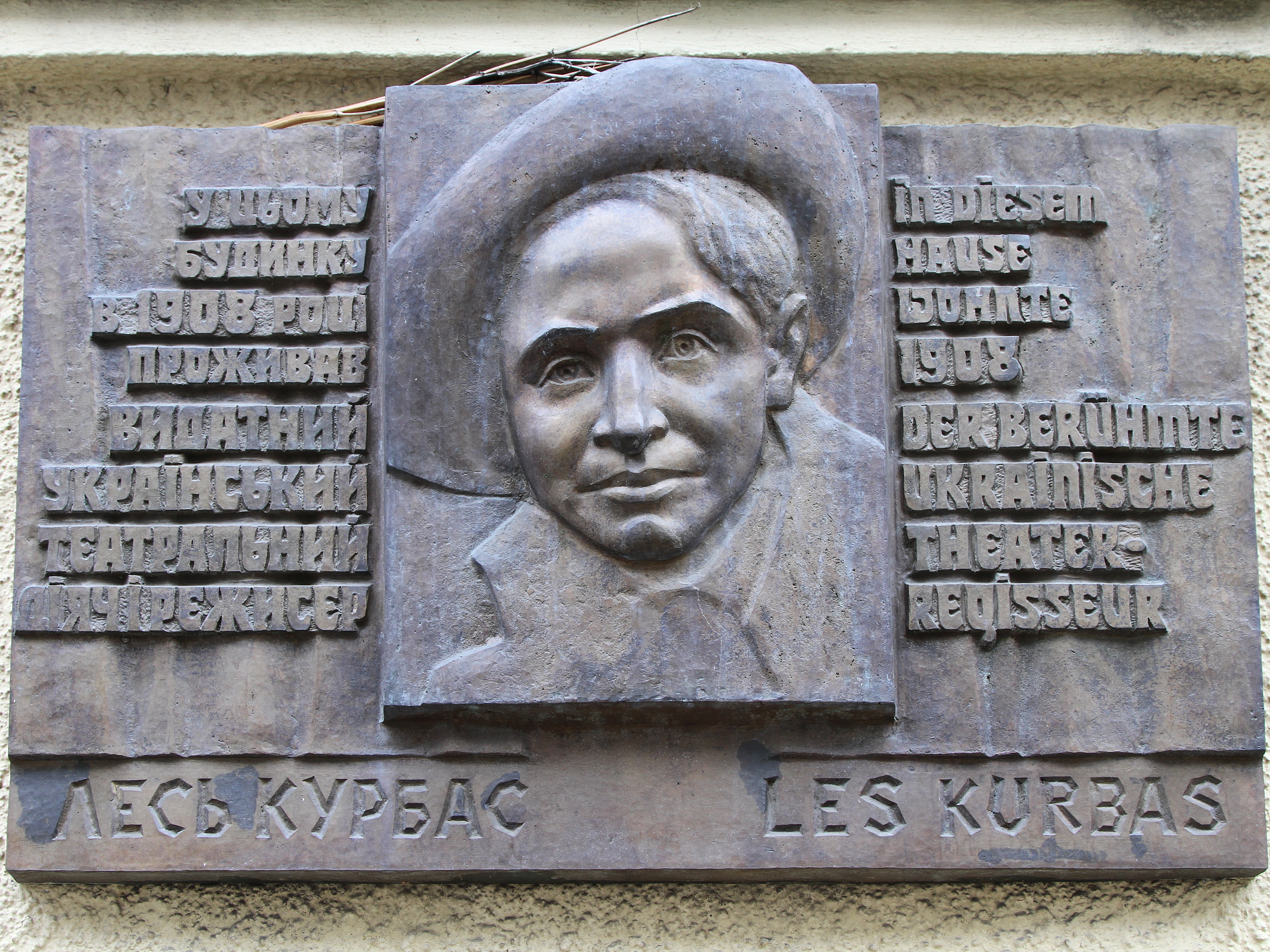
Мемориальная доска Лесю Курбасу в Вене